# 하윤수
하윤수(河潤秀, 1962년 2월 15일~)는 대한민국의 정치인이다. 제22대 부산광역시교육감이다.
교수를 담당하다가 2021년 10월 교육감 선거 출마를 위해 퇴사했다.
2022년 제8회 전국동시지방선거에서 현직 교육감인 김석준을 꺾고 민선 8기 부산시교육감으로 당선되었다. 이후 2022년 7월 1일 부산교육감으로 정식 취임해 교육감 업무를 시작했다.

## 생애
경상남도 남해군에서 출생했다. 가정 형편으로 또래보다 1년 늦게 남해 고현초등학교에 입학했으며, 고현중학교와 남해종합고등학교(통칭 남해종고, 후에 남해제일고등학교로 개칭)를 졸업했다. 부산산업대학교(경성대학교로 개칭) 법학과에 진학하였고, 동아대학교 대학원 법학과에서 석·박사 학위를 받았다.
1995년 부산교육대학교 교수로 임용되었으며, 기획처장 등을 거쳐 2013년 제6대 부산교육대학교 총장이 되었다. 재직 중 유년 시절 힘들었던 경험을 토대로 부산교대생과 소외계층 학생을 멘토-멘티로 잇는 ‘희망 사다리’ 사업 등 학력 격차 문제에 관심을 가졌다.
2016년 제36대 한국교원단체총연합회 회장에 당선되었고, 2019년 재선돼 6년 가량 재임했다. 회장 재임 기간에는 교원지위법, 학교폭력예방법, 아동복지법, 전동킥보드법, 스토킹처벌법 등 소위 ‘교권 5법’ 개정 의견과 코로나19 사태 기간에 교사들에게 방역 업무를 가중시키는 정부 정책 비판, ‘교권 확립’을 우선시하는 입장 등을 내었다.

## 범죄전력
- 교통사고처리특례법위반, 도로교통법위반(음주운전): 벌금 3,000,000원 - 2000년 1월 10일 선고[2]

### 교육감 선거 유사기관 설치·허위사실공표·기부행위
2021년 6월 16일부터 2022년 1월 말경까지 하윤수는 선거사무소와 유사한 ‘포럼 교육의힘’을 설립ᆞ운영하면서, 포럼 임원진들과 공모해 포럼 조직을 이용하여 교육감 당선을 위한 선거전략 수립, 지지도 제고 목적 사회 관계망 서비스(SNS) 홍보, 각종 홍보행사 개최 등으로 유사기관을 설치 및 활동하였다.
2022년 5월경 하윤수는 선거공보 등에 졸업 당시 학교 명칭이 ‘남해종합고등학교’, ‘부산산업대학교’임에도, 현재 명칭인 ‘남해제일고’, ‘경성대’라고 기재하여 허위사실을 공표하였다.
2022년 2월 17일 하윤수는 A협의회 대표에게 시가 8만원 상당인 자신의 저서 5권을 기부행위하였다.
2022년 11월 25일 부산지방검찰청 공공국제범죄수사부는 하윤수를 불구속 기소하였다.
2023년 9월 8일 열린 1심에서 벌금 700만 원을 선고받았다. 2024년 5월 8일 열린 항소심에서 항소가 기각되었고, 2024년 12월 12일 열린 상고심에서 상고가 기각되어 당선무효형이 확정되었다.

## 역대 선거 결과
| 실시년도 | 선거      | 대수 | 직책   | 선거구     | 정당   | 득표수    | 득표율          | 순위 | 당락 | 비고           |
| -------- | --------- | ---- | ------ | ---------- | ------ | --------- | --------------- | ---- | ---- | -------------- |
| 2022년   | 지방 선거 | 22대 | 교육감 | 부산광역시 | 무소속 | 706,152표 | \| \| 50.82% \| | 1위  |      | 초선, 민선 8기 |
|          | 50.82%    |      |        |            |        |           |                 |      |      |                |